# 粵海道
粵海道，中华民国广东省已撤消的行政区，在今广东省中部。
存在于1912年3月16日到1927年7月13日，专员公署驻番禺，轄境等同清代廣肇羅道，道尹等級為繁要缺，一等，公署駐番禺，轄番禺、南海、順德、東莞、從化、龍門、台山、增城、香山、新會、三水、清遠、寶安、花縣、佛岡、赤溪、高要、四會、新興、高明、廣寧、開平、鶴山、德慶、封川、開建、恩平、羅定、雲浮、鬱南30縣。